# Trypanalebra balli
Trypanalebra balli är en insektsart som beskrevs av Young 1957. Trypanalebra balli ingår i släktet Trypanalebra och familjen dvärgstritar.
Artens utbredningsområde är Arizona. Inga underarter finns listade i Catalogue of Life.